# Shelbyville (Missouri)
Shelbyville település az Amerikai Egyesült Államok Missouri államában, Shelby megyében, melynek megyeszékhelye is. Lakosainak száma 518 fő (2020. április 1.).

## Népesség
A település népességének változása:

| 2010 | 552 |
| 2020 | 518 |